# Araneus chiapas
Araneus chiapas är en spindelart som beskrevs av Levi 1991. Araneus chiapas ingår i släktet Araneus och familjen hjulspindlar. Inga underarter finns listade i Catalogue of Life.